# Sphaerodactylus levinsi
Sphaerodactylus levinsi — вид геконоподібних ящірок родини Sphaerodactylidae. Ендемік Пуерто-Рико. Вид названий на честь американського теоретика екології Річарда Левінса.

## Опис
Довжина гекона Sphaerodactylus levinsi (без врахування хвоста) становить 28,2 мм.

## Поширення і екологія
Sphaerodactylus levinsi є ендеміками острова Десечео, розташованого на захід від острова Пуерто-Рико. Вони живуть в сухих тропічних лісах, під камінням, на висоті до 218 м над рівнем моря. Відкладають яйця.